# Франческо дель Уомо
Франческо дель Уомо (італ. Francesco Dell'Uomo, 8 січня 1987) — італійський стрибун у воду.
Учасник Олімпійських Ігор 2004, 2008, 2012 років.